# بیکه لونده
بیکه لونده (انگلیسی: Vibeke Lunde; ۲۱ مارس ۱۹۲۱ – ۱۲ اوت ۱۹۶۲) ورزشکار اهل نروژ بود.
وی در مسابقات کشوری و بین‌المللی در مجموع برندهٔ ۱ مدال نقره شده‌است.